# Milan Barényi
Milan Barényi, né le 14 janvier 1974 à Bojnice, est un coureur cycliste slovaque, spécialiste du cyclo-cross.

## Biographie
En cyclo-cross, Milan Barényi décroche ses meilleurs résultats principalement au niveau national. Au total, il monte onze fois sur le podium des championnats nationaux élites, dont quatre fois comme vainqueur. En 2009, il remporte sa seule course victoire internationale à Podbrezová chez lui. Son meilleur résultat aux championnats du monde est la 14e place en 2006. En Coupe du monde, son meilleur classement est une 18e place en 2006 à Trévise.
En VTT, il remporté deux titres nationaux ne cross-country et un en cross-country marathon. En 2007, il gagne la course de VTT à Orfu Kupa en Hongrie. Il participe à des courses occasionnellement sur route et s'illustre sur le Tour du Cameroun. En 2009 et 2011, il y gagne une étape et terminé deuxième du général en 2009 derrière le Britannique David Clarke. Il remporte le  Tour du Cameroun en 2010.
Barényi est inscrit sur les listes de résultats UCI pour la dernière fois en 2014. En 2023, à 49 ans, il apparaît à nouveau comme champion de Slovaquie de cross-country à assiistance électrique. L'année suivante, il participe aux championnats du monde de VTT dans cette discipline.

## Palmarès sur route

### Par années
- 2009
  - 1re étape du Tour du Cameroun
  - 2e du Tour du Cameroun
- 2010
  - Tour du Cameroun
  - Olympic Trnava
- 2011
  - 6e étape du Tour de Guyane
- 2012
  - 8e étape du Tour du Cameroun
- 2013
  - 3e du championnat de Slovaquie du contre-la-montre

### Classements mondiaux
| Année           | 2006 | 2007 | 2008 | 2009 | 2010 | 2011 | 2012 | 2013 |
| --------------- | ---- | ---- | ---- | ---- | ---- | ---- | ---- | ---- |
| UCI Africa Tour |      |      |      | 17e  | 11e  | 157e | 59e  | 169e |
| UCI Europe Tour | 968e |      |      |      |      |      |      |      |

## Palmarès en cyclo-cross
| - 1998-1999 - 2e du championnat de Slovaquie de cyclo-cross - 2003-2004 - 2e du championnat de Slovaquie de cyclo-cross - 2004-2005 - Champion de Slovaquie de cyclo-cross - 2005-2006 - Champion de Slovaquie de cyclo-cross - 2006-2007 - 2e du championnat de Slovaquie de cyclo-cross - 3e du cyclo-cross de Plzeň - 2007-2008 - Champion de Slovaquie de cyclo-cross - 3e du cyclo-cross de Kolín - 2008-2009 - Champion de Slovaquie de cyclo-cross - 2e du cyclo-cross de Lostice - 3e du Cyclo-cross International Podbrezová, Podbrezová - 2009-2010 - Cyclo-cross International Podbrezová, Podbrezová - 3e de l'Int. Radquerfeldein Lambach/Stadl-Paura, Stadl-Paura | - 2010-2011 - 2e du championnat de Slovaquie de cyclo-cross - 2012-2013 - 3e du championnat de Slovaquie de cyclo-cross - 2013-2014 - 2e de l'International Cyclocross Marikovská Dolina, Udiča - 2015-2016 - Champion d'Europe de cyclo-cross masters (40-44 ans) - 2016-2017 - Champion d'Europe de cyclo-cross masters (40-44 ans) - 3e du championnat du monde de cyclo-cross masters (40-44 ans) - 2017-2018 - 2e du championnat d'Europe de cyclo-cross masters (40-44 ans) - 2018-2019 - Champion du monde de cyclo-cross masters (45-49 ans) - Champion d'Europe de cyclo-cross masters (45-49 ans) - 2019-2020 - 2e du championnat d'Europe de cyclo-cross masters (44-49 ans) - 3e du championnat du monde de cyclo-cross masters (44-49 ans) |  |

## Palmarès en VTT
| - 2005 - Champion de Slovaquie de cross-country - 2006 - Champion de Slovaquie de cross-country - 2008 - Champion de Slovaquie de cross-country - Champion de Slovaquie de cross-country marathon - 2009 - 2e du championnat de Slovaquie de cross-country - 2010 - Champion de Slovaquie de cross-country marathon | - 2011 - Champion de Slovaquie de cross-country marathon - 2e du championnat de Slovaquie de cross-country - 2012 - 3e du championnat de Slovaquie de cross-country - 2013 - 2e du championnat de Slovaquie de cross-country |  |